# Muscoates
Muscoates är en by i civil parish Nunnington, i kommunen North Yorkshire, i grevskapet North Yorkshire, i England. Byn är belägen 13 km från Malton. Muscoates var en civil parish 1866–1986 när blev den en del av Nunnington. Civil parish hade 23 invånare år 1961.